# ジャスティン・エドワーズ
ジャスティン・テジョン・エドワーズ（Justin Te'jon Edwards, 2003年12月16日 - ）は、アメリカ合衆国・ペンシルベニア州フィラデルフィア出身のプロバスケットボール選手。NBAのフィラデルフィア・76ersとツーウェイ契約で所属している。ポジションはスモールフォワード。

## 経歴

### ハイスクール
ペンシルベニア州フィラデルフィアのイムホテプ・インスティテュート・チャーター高等学校でプレーし、2年目のシーズンにフィラデルフィアの大会で優勝した。
3年目のシーズンは平均18.3得点、8.3リバウンドを記録し、チームは州大会で優勝した。シーズン終了後にはナイキ・EYBLでプレーした。
4年目のシーズンは平均17.9得点、7.6リバウンドを記録し、ペンシルベニア州のミスター・バスケットボールを受賞。チームは州大会を連覇した。また、マクドナルド・オール・アメリカンとナイキ・フープサミットに選出された。

### リクルート
世代最高の選手の一人として主要サイトから5つ星評価を受け、2023年1月にはESPNの学年ランキングで1位にランクインした。その後、ケンタッキー大学へのコミットを発表した。他にはテネシー大学、オーバーン大学、カンザス大学、メリーランド大学、ビラノバ大学からオファーを受けており、NBAGリーグでプレーすることも検討していた。

### カレッジ
2023年6月にケンタッキー大学への入学を発表。大学入学前にカナダで行われたGLOBL JAMトーナメントにアメリカ代表として4試合に出場。平均14.5得点、6.5リバウンド、2.3アシストでアメリカの全勝優勝に貢献した。ワイルドキャッツでは、8.8得点、3.4リバウンド、を32試合で記録し、NBAドラフトにアーリーエントリーした。

### フィラデルフィア・76ers
NBAドラフトでは指名はなく、7月4日にフィラデルフィア・76ersとのツーウェイ契約に合意した。2025年1月14日のオクラホマシティ・サンダー戦でキャリアハイとなる25得点を記録したが、チームは102-118で敗れた。2月9日に76ersとの本契約に合意した。

## 個人成績

### NBA

#### レギュラーシーズン
| シーズン | チーム | GP | GS | MPG  | FG%  | 3P%  | FT%  | RPG | APG | SPG | BPG | PPG  |
| -------- | ------ | -- | -- | ---- | ---- | ---- | ---- | --- | --- | --- | --- | ---- |
| 2024–25  | PHI    | 44 | 26 | 26.3 | .455 | .363 | .696 | 3.4 | 1.6 | 1.0 | .4  | 10.1 |
| 通算     | 通算   | 44 | 26 | 26.3 | .455 | .363 | .696 | 3.4 | 1.6 | 1.0 | .4  | 10.1 |

### カレッジ
| シーズン | チーム       | GP | GS | MPG  | FG%  | 3P%  | FT%  | RPG | APG | SPG | BPG | PPG |
| -------- | ------------ | -- | -- | ---- | ---- | ---- | ---- | --- | --- | --- | --- | --- |
| 2023–24  | ケンタッキー | 32 | 30 | 21.4 | .486 | .365 | .776 | 3.4 | .9  | .9  | .2  | 8.8 |